# Riiser-Larsenhalvøya
Riiser-Larsenhalvøya är en halvö i Antarktis. Den ligger i Östantarktis. Norge gör anspråk på området.
Terrängen inåt land är huvudsakligen lite kuperad. Trakten är obefolkad. Det finns inga samhällen i närheten.